# Lixouria
Lixouria is een geslacht van uitgestorven kreeftachtigen uit de klasse van de Ostracoda (mosselkreeftjes).

## Soorten
- Lixouria aquila Ruggieri, 1972 †
- Lixouria unicostulata (Kuiper, 1918) Ruggieri, 1972 †